# マガジン50テープカートリッジ
マガジン50テープカートリッジは、日本のアイワ（初代法人、現・ソニー〈二代目法人〉）が1963年（昭和38年）に開発し、1964年（昭和39年）に製品化されたオーディオ用磁気記録テープ媒体の規格である。

## 概要
1964年（昭和39年）2月に開発元のアイワから発売されたテープレコーダー「TP-707」が初出とされる。同期にフィリップスが開発したコンパクトカセットに対抗する理由で開発されたオーディオカセットであり、コンパクトカセット同様、その後登場するソニー（初代法人、現・ソニーグループ）・松下電器産業（現・パナソニックホールディングス）・ティアックによる3社共同で開発したエルカセット等の開発に影響を与えたといわれている。発売当初のコンパクトカセットと同様の理由で会話録音用として開発された。テープ速度は毎秒4.8cm。音声は2トラック往復の録音・再生が可能な1チャネルのモノラル方式が採用され、往復50分（片面25分）の録音・再生ができた。コンパクトカセットでは、テープ幅がオープンリールより細い3.8mm幅でベースの薄い磁気テープをカートリッジに収めて小型化したのに対し、マガジン50はコンパクトカセットに対し、オープンリールと同じ6.3mm幅を採用した。カートリッジの寸法は奥行を除き、コンパクトカセットとほぼ同じ寸法となっていた。マガジン50は、当時まだ据置型、ポータブル型問わずオープンリール機が主流だった時代で、カートリッジ型テープそのものがまだ一般に広く理解されていなかった時期に投入されたものの、思いのほか普及せず、市場投入から1年後には日本国内でもフィリップス社製のコンパクトカセット方式のテープレコーダーが本格的に輸入販売され、開発元のアイワ自身も既存機種の「TP-707」をコンパクトカセット方式のテープレコーダーに再設計した事実上の後継機種「TP-707P」を1966年（昭和41年）6月に発売開始（当機種が国産機初のコンパクトカセット方式によるテープレコーダーで知られる）したのに伴い、そのまま販売終了となった。